# Kranjska bunika
Kranjska bunika (znanstveno ime Scopolia carniolica), tudi kranjski volčič, je strupena rastlina iz družine razhudnikovk z rdečkasto rjavimi cvetovi na dolgih, visečih pecljih. Zraste do 60 cm v višino in razvije bujno zelišče s katerim zakrije cvetove. Strupena je, ker podobno kot ostali pripadniki razhudnikovk vsebuje znatne količine tropanskih alkaloidov, predvsem atropina. Vsebnost atropina je najvišja v koreniki.
Uspeva na vlažnih rastiščih, kot so bukovi gozdovi in skalnate soteske jugovzhodne Evrope od nižin do montanskega pasu. 
Kranjska bunika je dobila rodovno ime po slavnem italijanskem naravoslovcu Scopoliju (1723–1788), ki je deloval kot zdravnik v Idriji v drugi polovici 18. stoletja in je začetnik naravoslovja na Kranjskem. Pred njim jo je poznal že Mathioli (1500–1577). Scopoli je semena poslal Linneju, ki jo je formalno opisal in jo njemu v čast poimenoval Hyoscyamus scopolia, kasneje leta 1764 pa je rastlino dunajski botanik Nikolaus Joseph von Jacquin uvrstil v samostojen rod, ki ga je prav tako poimenoval po Scopoliju rod Scopolia. Na Slovenskem je znana tudi pod imeni mala norica, volčič in volčjak.
V Sloveniji raste tudi redka forma Scopolia carniolica f. hladnikiana, ki jo prepoznamo po tem, da je cvetni venec znotraj in zunaj zelenkasto-rumen. Franc Hladnik jo je leta 1819 našel v okolici Turjaka. Njegov naslednik v Botaničnem vrtu v Ljubljani, Biatzóvszky, ter Hladnikov učenec in vrtnar Fleischmann sta jo poimenovala po ustanovitelju vrta Hladniku. Najdemo jo tudi v drugih delih Slovenije, vendar je redka. Zunaj Slovenije naravno rumeno cvetnih primerkov niso našli.